# Taterillus lacustris
Taterillus lacustris is een zoogdier uit de familie van de Muridae. De wetenschappelijke naam van de soort werd voor het eerst geldig gepubliceerd door Thomas & Wroughton in 1907.